# Charlotte (zespół muzyczny)
Charlotte (jap. しゃるろっと) – japoński zespół oshare kei założony w 2001 roku. W swojej koncepcji skupiali się wokół „szkoły”; ich oficjalna strona zatytułowana była „Yokohama Charlotte School”, a ich wizualny styl składał się z mundurków szkolnych. Odzwierciedlało się to także w ich muzyce.

## Członkowie
- Touya (jap. 十夜) – gitara
- Mitsujou (jap. 密乗) – gitara
- Ruka (jap. 琉華) – gitara basowa
- Takane (jap. 隆祢) – perkusja

### Byli
- Kazuno (jap. 和乃) – wokal (zm. 5.04.2011)[1]

## Dyskografia

### Albumy & minialbumy
- Gakuen Jigoku (jap. 学園地獄) (1 stycznia 2004)
- Ryuunen Kettei (jap. 留年決定) (1 kwietnia 2005)
- Osharu no Gakkou Ichigoukan (jap. おしゃるの学校 壱号館) (10 sierpnia 2005)
- Osharu no Gakkou Nigoukan (jap. おしゃるの学校 弐号館) (11 grudnia 2005)
- Sharu de Nashi Blues (jap. しゃるでなしブルース) (13 grudnia 2006)

### Single
- B Kyū Idol densetsu (jap. B級アイドル伝説) (26 września 2002)
- Yokohama Love Story (jap. 横浜ラブストーリー) (21 kwietnia 2003, drugie wydanie: 21 maja 2003)
- Otona no kijun (jap. 大人の基準) (21 lipca 2003, drugie wydanie: 21 sierpnia 2003)
- Koi shinbō mansē!! (jap. 恋辛抱マンセー!!) (14 maja 2004)
- Shōnan taira My Love (jap. 湘南平 My Love) (2004)
- Yokohama Love Story/Diamond Busaiku (jap. 横浜ラブストーリー／ダイヤモンドブサイク) (6 września 2006)
- Itadakimasu/Miharashigaoka (jap. いただきます／ミハラシガオカ) (5 listopada 2008)
- Sekaijū de ichiban taisetsuna mono/My Name Is Pūtarō (jap. 世界中で一番大切なもの／マイ・ネーム・イズ・プー太郎) (13 maja 2009)

### DVD
- Natsuyasumi no omoide ga oppai – saigo no XX happyo (yoko ban) (jap. 夏休みの思い出がおっぱい–横盤–) (8 stycznia 2005)
- Natsuyasumi no omoide ga oppai – saigo no XX happyo (hama ban) (jap. 夏休みの思い出がおっぱい–浜盤–) (8 stycznia 2005)
- Shinban ~„Bangumi” hajimarutte hontō desuka!?~ (jap. 新盤～【番組】始まるって本当ですか！？～) (9 kwietnia 2006)
- Jukuban ~„Bangumi” hajimarutte hontō desuka!?~ (jap. 宿盤～【番組】始まるって本当ですか！？～) (9 kwietnia 2006)

### Dema
- Charlotte (26 maja 2001)
- Oyūgi Tape (jap. お遊戯テープ) (13 lutego 2002)